# Jendouba Nord
La delegació o mutamadiyya de Jendouba Nord (àrab: معتمدية جندوبة الشمالية, muʿtamadiyya Jandūba ax-Xamāliyya) és una delegació de Tunísia, a la governació de Jendouba, amb capçalera a la ciutat de Jendouba. Inclou les importants ruïnes romanes de Bul·la Règia. La delegació està formada pels territoris al nord-oest i al nord-est de la ciutat. Tenia 46.000 habitants, segons el cens del 2004.

## Administració
La delegació o mutamadiyya, amb codi geogràfic 22 52 (ISO 3166-2:TN-12), està dividida en deu sectors o imades:
- El Ferdous (22 52 51)
- El Hédi Ben Hassine (22 52 52)
- Ezzouhour (22 52 53)
- El Khadhra (22 52 54)
- Es-Souani (22 52 55)
- Bul·la Règia (22 52 56)
- Zatfoura (22 52 57)
- Chemtou (22 52 58)
- Ed-Dir (22 52 59)
- Souk Djemâa (22 52 60)

Al mateix temps, forma part de la municipalitat o baladiyya de Jendouba (22 11).